# Festival international du cinéma expérimental de Knokke-le-Zoute
Il Festival international du cinéma expérimental de Knokke-le-Zoute è stato un festival di cinema sperimentale creato e organizzato da Jacques Ledoux e promosso dalla Cinémathèque Royale de Belgique. Il festival si è svolto presso il Casino di Knokke-le-Zoute in cinque edizioni tra il 1949 e il 1974 (più precisamente le edizioni si sono svolte nel: 1949, 1958, 1963, 1967 e 1974).